# Revueltas de Babilonia (484 a. C.)
Las revueltas babilónicas del 484 a. C. fueron revueltas de dos reyes de Babilonia rebeldes, Bel-shimanni (acadio: Bêl-šimânni) y Shamash-eriba (acadio: Šamaš-eriba), contra Jerjes I, rey del Imperio aqueménida.
Babilonia había sido conquistada por los aqueménidas en el año 539 a. C., pero a lo largo de los cincuenta y cinco años de gobierno aqueménida, los babilonios se habían mostrado insatisfechos con sus señores extranjeros. El prestigio y la importancia de Babilonia habían disminuido, ya que los reyes aqueménidas no se dejaron absorber por la cultura nativa babilónica y continuaron gobernando desde capitales fuera de Babilonia. Además, los reyes aqueménidas no cumplían con los deberes tradicionales del rey babilónico, ya que rara vez participaban en los rituales de Babilonia (que requerían la presencia de un rey) y rara vez hacían regalos de culto en los templos babilónicos. Las cartas babilónicas escritas poco antes de la revuelta pintan un cuadro de insatisfacción y preocupación, ya que los aqueménidas retiraban los ingresos de los funcionarios de los templos babilónicos sin explicación y la presión fiscal y la explotación de los recursos aumentaban en toda Babilonia. Es posible que las revueltas no solo estuvieran motivadas por el deseo de restablecer un reino babilónico independiente, sino que también tuvieran un trasfondo religioso, algo que podría relacionarlas con un levantamiento religioso en algún lugar del Imperio aqueménida del que se habla en las inscripciones de Jerjes.
La revuelta comenzó en julio del 484 a. C., el cuarto mes del segundo año de Jerjes como rey. Los ciudadanos de Sippar (al norte de Babilonia) proclamaron a Shamash-eriba como rey de Babilonia y también tomó para sí el título de rey de las tierras. En el mismo mes, un segundo rey rebelde, Bel-shimanni, fue reconocido en Borsippa y Dilbat (al sur de Babilonia). Shamash-eriba seguía controlando Sippar en ese momento, lo que significa que los dos rebeldes eran contemporáneos, aliados o, más probablemente, rivales. La revuelta de Bel-shimanni fue breve, solo duró unas dos semanas, y lo más probable es que fuera derrotada por Shamash-eriba o que renunciara voluntariamente a sus pretensiones y se uniera al rebelde del norte. En septiembre, Shamash-eriba era reconocido no sólo en Sippar y Borsippa, sino también en Kish y en la propia Babilonia. Los paqueménidass lo derrotaron en octubre y restablecieron el control de Babilonia.
No está claro hasta qué punto Babilonia y los babilonios fueron reprendidos por Jerjes. Tradicionalmente, los historiadores han atribuido la destrucción generalizada a las secuelas de las revueltas, con Jerjes supuestamente habiendo dañado en gran medida los templos de Babilonia y la eliminación de la estatua de Marduk, la principal imagen de culto de Babilonia, de la ciudad. La veracidad de estas afirmaciones no está clara, ya que no existe ninguna prueba de que se produjeran daños en las ciudades de Babilonia en el 484 a. C. Otras formas de retribución son evidentes a partir de la evidencia histórica; los archivos de texto de la mayoría de las familias más prominentes de Babilonia terminan en el 484 a. C., lo que sugiere una venganza dirigida contra los partidarios de las revueltas. Además, los aqueménidas parecen haber trabajado en el desmantelamiento de la hegemonía religiosa que la ciudad de Babilonia mantenía sobre la región, fomentando el surgimiento de cultos locales en otras ciudades mesopotámicas, sobre todo en Uruk.

## Antecedentes
El Imperio neobabilónico, el último gran imperio de Mesopotamia gobernado por monarcas nativos de la propia Mesopotamia y la última y más espectacular época de la historia de Babilonia, se terminó con la  conquista de Babilonia bajo el mando de Ciro II el Grande en el año 539 a. C. Tras su conquista, Babilonia no volvería a convertirse en la única capital de un reino independiente, y mucho menos de un gran imperio. Sin embargo, la ciudad, debido a su prestigiosa y antigua historia, siguió siendo un lugar importante, con una gran población, murallas defendibles y un culto local que funcionó durante siglos. Los babilonios adoraban a los dioses del panteón mesopotámico y los ciudadanos de Babilonia veneraban por encima de todos al dios Marduk, la divinidad tutelar de la ciudad. Aunque el culto a Marduk nunca significó la negación de la existencia de los demás dioses, a veces se ha comparado con el monoteísmo.
Aunque Babilonia se convirtió en una de las capitales del Imperio aqueménida (junto a Pasargada, Ecbatana y Susa), conservando cierta importancia al no ser relegada a una simple ciudad provincial, la conquista aqueménida introdujo una clase dirigente que no fue absorbida por la cultura nativa babilónica, manteniendo en cambio sus propios centros políticos adicionales fuera de Mesopotamia. Dado que los nuevos gobernantes no se apoyaban en la importancia de Babilonia para seguir gobernando, el prestigio de la ciudad había disminuido irreversiblemente.
Aunque los reyes persas siguieron destacando la importancia de Babilonia a través de su titulación, utilizando el título real de rey de Babilonia y rey de las Tierras, los babilonios fueron perdiendo el entusiasmo por el gobierno paqueménida a medida que pasaba el tiempo. El hecho de que los aqueménidas fueran extranjeros probablemente tuvo muy poco que ver con este resentimiento; no se esperaba que los reyes babilónicos establecieran la paz y la seguridad, defendieran la justicia, respetaran los derechos civiles, se abstuvieran de pagar impuestos ilegales, respetaran las tradiciones religiosas y mantuvieran el orden cultual. Cualquier extranjero lo suficientemente familiarizado con las costumbres reales de Babilonia podía convertirse en su rey, aunque entonces podía necesitar la ayuda del sacerdocio y los escribas nativos. de los reyes babilónicos requería que fueran étnicamente o incluso culturalmente babilónicos; muchos gobernantes extranjeros habían gozado del apoyo babilónico en el pasado y muchos reyes nativos habían sido despreciados. Más importante que el origen de un rey era si cumplía con sus obligaciones reales de acuerdo con la tradición real babilónica establecida. Los reyes persas tenían capitales en otros lugares de su imperio, rara vez participaban en los rituales tradicionales de Babilonia (lo que significa que estos rituales no podían celebrarse en su forma tradicional, ya que normalmente se requería la presencia del rey) y rara vez cumplían sus deberes tradicionales con los cultos babilónicos a través de la construcción de templos y la entrega de regalos cultuales a los dioses de la ciudad. Por ello, los babilonios podrían haber interpretado que no cumplían con sus deberes como reyes y que, por tanto, no tenían el respaldo divino necesario para ser considerados verdaderos reyes de Babilonia.
Babilonia se rebeló varias veces contra el dominio aqueménida en un intento de recuperar su independencia y las revueltas del 484 a. C. contra Jerjes I no fueron la primera vez que la ciudad se rebeló. El padre y predecesor de Jerjes Darío I (522-486 a. C.) se enfrentó a las rebeliones de Nabucodonosor III (522 a. C.) y Nabucodonosor IV (521 a. C.), ambos afirmaban ser hijos de Nabonido, el último rey independiente de Babilonia.

## Evidencia históricas y cronología

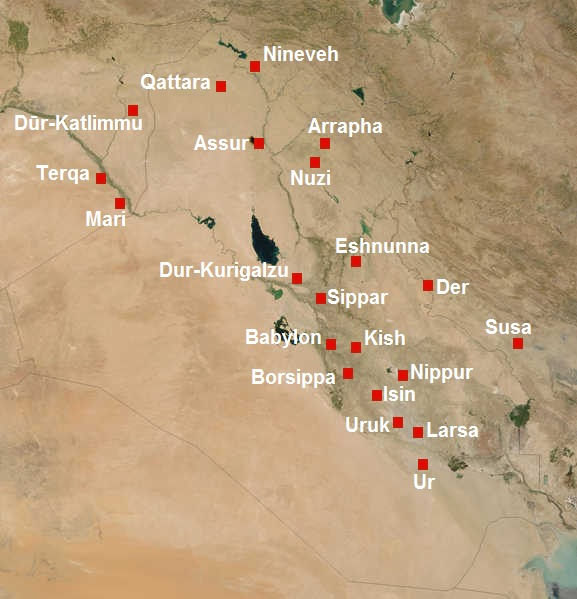
Ubicación de algunas ciudades importantes de Mesopotamia.

Las revueltas babilónicas contra Darío son fácilmente datables en el 522 y 521 a. C. debido al número de fuentes contemporáneas. Las revueltas de Nabucodonosor III y Nabucodonosor IV formaron parte de una serie más amplia de levantamientos en todo el Imperio aqueménida debido al malestar y la disidencia tras la muerte de los gobernantes persas Cambises II y Esmerdis. El gran número de levantamientos solo fue reprimido por Darío con gran dificultad y como resultado su victoria ampliamente conmemorada en textos y monumentos.
Aunque en la década de 480 a. C. también había disidencia contemporánea dentro del Imperio aqueménida, sobre todo una revuelta en curso en Egipto, la resistencia contra el dominio persa no estaba tan extendida como lo había estado cuarenta años antes. Tal vez como resultado de esto, las revueltas babilónicas contra Jerjes no fueron tan ampliamente conmemoradas como las que se produjeron contra Darío I. No se conocen documentos o monumentos realizados por Jerjes que hablen de su victoria en Babilonia y ningún cronista babilónico contemporáneo registró los acontecimientos del año. Tampoco se conocen documentos babilónicos posteriores que reflejen lo ocurrido y, aunque un puñado de historiadores griegos posteriores, como Heródoto, escribieron sobre un levantamiento babilónico contra Jerjes, parece que carecían de un conocimiento preciso de los acontecimientos ocurridos y sus fechas.
En general, las pruebas relativas a las revueltas son escasas y no está claro si todas las pruebas históricas tradicionalmente asociadas a ellas están realmente relacionadas y cómo encajan. Las pruebas más importantes son los documentos babilónicos contemporáneos que se fechan en el reinado de los reyes rebeldes del 484 a. C., Bel-shimanni y Shamash-eriba, que confirman la existencia de los rebeldes, sus nombres y su revuelta contra el dominio aqueménida. Además de estos documentos, la inscripción Daiva de Jerjes, que registra la supresión de una revuelta religiosa en algún lugar de su imperio, podría ser una referencia a las revueltas, aunque la inscripción no especifica dónde tuvo lugar la revuelta ni quiénes participaron en ella. Otras evidencias se encuentran en las obras de historiadores griegos y romanos posteriores. Heródoto escribió que Jerjes capturó Babilonia después de un levantamiento y retiró una estatua del Esagila (el templo principal de Babilonia) como castigo. El historiador griego Ctesias (típicamente considerado poco fiable) escribió que Jerjes hizo frente a dos revueltas babilónicas diferentes en dos ocasiones distintas, siendo la primera derrotada por su general Megabizo II y la segunda por el propio Jerjes. El historiador grecorromano Flavio Arriano escribió que Jerjes se enfrentó a una revuelta babilónica a su regreso de Grecia en el 479 a. C. y castigó a los babilonios por su levantamiento cerrando el Esagila.
Como las tablillas babilónicas no registran los años en relación con otra cosa que no sea el primer año de un rey, las tablillas fechadas en los reinados de Bel-shimanni y Shamash-eriba no proporcionan por sí solas pruebas suficientes para determinar cuándo tuvieron lugar sus revueltas. Como las tablillas están fechadas en los meses de verano, un método para determinar cuándo se produjeron las revueltas sería examinar en cuál de los años de reinado de Jerjes faltan tablillas fechadas en verano. Sin embargo, existen varias posibilidades, ya que no se conocen tablillas fechadas en el reinado de Jerjes de los veranos de 484 a. C., 479 a. C., 477 a. C., 475 a. C., 473 a. C., 472 a. C., 468 a. C. o 466 a. C.
El primer intento de fechar a Bel-shimanni y Shamash-eriba fue realizado por Arthur Ungnad en 1907, quien sugirió que se habían rebelado durante el último reinado de Darío I o el primero de Jerjes. Para ello se basó en los nombres de las personas mencionadas en los contratos legales fechados a los dos rebeldes, ya que estas figuras también se mencionaban en contratos legales escritos durante los reinados de Darío y Jerjes. Basándose en la información contenida en las tablillas que reconocen a Bel-shimanni, Mariane San Nicolò pudo en 1934 situar con seguridad su reinado en el segundo año de Jerjes como rey (484 a. C.).
En 1941, George Glenn Cameron sugirió que la revuelta de Shamash-eriba había tenido lugar en el cuarto año de Jerjes (482 a. C.), coincidiendo con que Jerjes supuestamente abandonó el título de rey de Babilonia. En 1992, Pierre Briant propuso que un mejor ajuste sería el sexto año de Jerjes (480 a. C.), ya que una rebelión en Babilonia podría ayudar a explicar por qué Jerjes gestionó mal su guerra en curso en Grecia. El levantamiento de Shamash-eriba también tuvo lugar en el 484 a. C. no fue sugerido hasta 2004 por Caroline Waerzeggers, que basó en parte su fecha en el contexto archivístico de varios de los contratos fechados en su reinado y en las pruebas de material cuneiforme no publicado anteriormente. John Oelsner examinó sus pruebas en 2007 y también estuvo de acuerdo con el 484 a. C. como fecha más probable. Desde 2007, el 484 a. C. ha sido la fecha casi universalmente aceptada para ambas revueltas. Otras pruebas examinadas desde entonces, como el final abrupto de muchos archivos babilónicos en el 484 a. C., dejan claro que algo notable ocurrió durante este año.

## Reconstrucción de los hechos

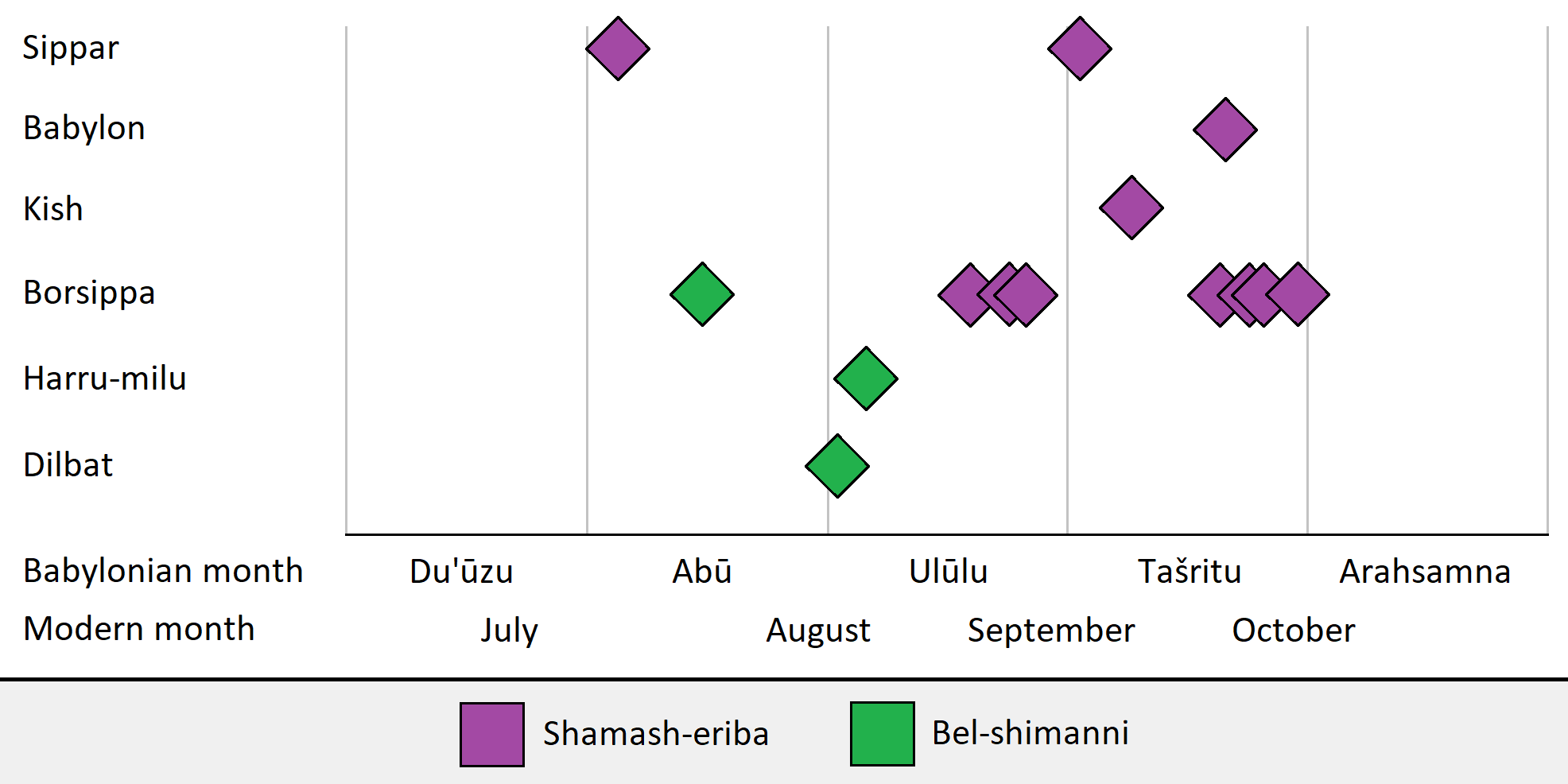
Las tablillas cuneiformes datadas en los reinados de Bel-shimanni (verde) y Shamash-eriba (púrpura) y los lugares de su descubrimiento presentados en una línea de tiempo.

A través del examen de la evidencia cuneiforme, es posible reconstruir aproximadamente los acontecimientos del 484 a. C. Es evidente que los babilonios estaban descontentos con el gobierno aqueménida; las cartas conservadas de la ciudad babilónica de Borsippa, escritas poco antes del 484 a. C., sugieren un ambiente de preocupación general en la ciudad. Los ingresos de los funcionarios del templo de la ciudad habían sido retirados por los funcionarios persas sin ninguna explicación. Aunque no está claro si este tipo de injerencia repentina e inexplicable por parte de las autoridades imperiales se limitaba a Borsippa o se extendía por toda Babilonia, podría haber sido lo que permitió a los líderes rebeldes reunir el apoyo suficiente para rebelarse. Además de este ejemplo concreto, las presiones fiscales y la explotación general de los recursos babilónicos habían aumentado gradualmente a lo largo del reinado del predecesor de Jerjes, Darío. Como el establecimiento babilónico estaba estrechamente vinculado a los asuntos religiosos y la inscripción de Daiva se refiere a una revuelta religiosa, es posible que las revueltas babilónicas fueran de naturaleza religiosa.
El contenido de los archivos de textos babilónicos depositados en el 484 a. C. demuestra la existencia de una amplia red interconectada de élites urbanas en toda Babilonia antes de las revueltas. Los textos depositados en los archivos de diferentes familias e individuos se superponen significativamente en el estilo y varias figuras aparecen en textos de diferentes archivos, lo que demuestra la existencia de relaciones interpersonales entre las élites de Babilonia. Estos archivos implican a varias figuras como partidarios de las revueltas de Bel-shimanni y Shamash-eriba, entre ellos el gobernador (šākinṭēmi) de la propia Babilonia, prebendarios de templos en Sippar (siendo figuras frecuentemente mencionadas los archiveros Marduk-rēmanni y Bēl-rēmanni) así como la poderosa familia Ša-nāšišu, que controlaba los cargos religiosos y cívicos más importantes tanto de Babilonia como de Sippar en el reinado de Darío. Caroline Waerzeggers identificó a la familia Ša-nāšišu en los años previos al 484 a. C. como «idealmente posicionada para facilitar la acción coordinada».
Aunque los documentos babilónicos contemporáneos ofrecen poco respecto a los acontecimientos que se producen en el plano político, pueden utilizarse para establecer una secuencia de eventos, ya que permiten a los investigadores determinar qué ciudades reconocieron el gobierno de Bel-shimanni y Shamash-eriba y en qué días se reconocieron sus gobiernos. Tras la muerte de Darío, el gobierno de Jerjes fue inicialmente aceptado en Babilonia, a pesar del creciente malestar en la región y de una revuelta en curso en Egipto. En el cuarto mes del segundo año de Jerjes como rey, julio del 484 a. C., los ciudadanos de la ciudad de Sippar proclamaron rey a Shamash-eriba, de origen poco claro. Tomó el título de rey de Babilonia y de las tierras. La proclamación de Shamash-eriba como rey, aunque todavía no controlaba la propia Babilonia, fue el primer acto abierto de revuelta de los babilonios desde el levantamiento de Nabucodonosor IV en el 521 a. C. Las tablillas que reconocen a Bel-shimanni en Borsippa y Dilbat, ciudades al sur de Sippar, se conocen apenas diez días después de las primeras tablillas que reconocen a Shamash-eriba. Como la mayoría de los nombres babilónicos, los nombres de ambos rebeldes incorporan los nombres de deidades mesopotámicas. El nombre de Shamash-eriba incorpora la deidad Shamash, un dios del sol y la deidad patrona de Sippar (donde comenzó la rebelión de Shamash-eriba). El nombre de Bel-shimanni incorpora Bêl, que significa «señor», una designación común para Marduk.
Como Shamash-eriba seguía siendo reconocido por los ciudadanos de Sippar en este momento, de repente había dos rebeldes babilónicos contemporáneos. Aunque ambos lucharon contra los persas, Waerzeggers especuló en 2018 que, como reclamantes rivales, también podrían haber luchado el uno contra el otro. Como gobernante de Sippar, la revuelta de Shamash-eriba ganó inicialmente terreno en el norte de Babilonia, mientras que la base de poder de Bel-shimanni estaba al sur de Babilonia, en Borsippa y Dilbat. No se sabe nada de los antecedentes de ninguno de los líderes rebeldes. Caroline Waerzeggers sugirió una serie de posibilidades en 2018, escribiendo que las posibilidades más probables eran que fueran oficiales del ejército, gobernadores locales o líderes religiosos. Como sus nombres son babilónicos, probablemente ambos eran nativos de Babilonia.
Como las tablillas fechadas en el reinado de Bel-shimanni sólo cubren un período de unas dos semanas, está claro que su reinado terminó por algún medio y Shamash-eriba quedó después como único contendiente frente a Jerjes. Bel-shimanni podría haber sido derrotado por Shamash-eriba o haber fusionado voluntariamente su levantamiento con el de su contendiente del norte. A mediados de septiembre, se sabe que las ciudades de Sippar, Babilonia, Borsippa y Kish apoyaron el gobierno de Shamash-eriba. Como ningún documento reconoce el gobierno de Shamash-eriba después de octubre, es probable que los aqueménidas lo derrotaran en ese mes.

## Consecuencias
Aunque las revueltas en sí mismas solo fueron breves interrupciones del dominio aqueménida, sus secuelas vieron cambios significativos y a gran escala en las instituciones políticas y la sociedad de Babilonia, ya que los aqueménidas consolidaron su control de la región.

### Jerjes como «destructor de Babilonia»

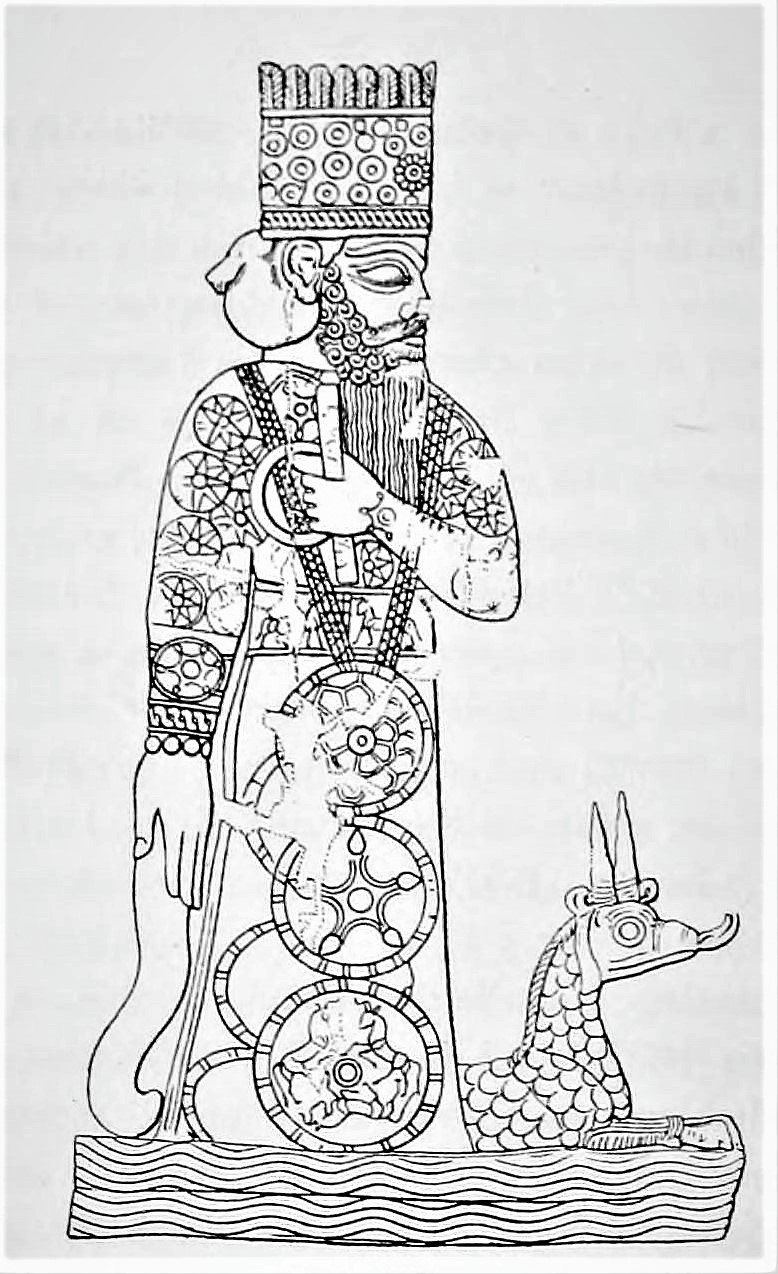
Representación del de un sello cilíndrico de la estatua de Marduk, la divinidad tutelar de Babilonia, Marduk, principal imagen de culto en la ciudad.

Se discute y no está claro si la respuesta de Jerjes en Babilonia fue comedida o violenta y cuáles fueron sus efectos a largo plazo en la sociedad babilónica. La opinión ortodoxa, expresada con mayor claridad por George Glenn Cameron en 1941 y Franz Marius Theodor de Liagre Böhl en 1962, es que Babilonia fue duramente reprendida, con Jerjes arruinando la ciudad, llevándose la estatua de Marduk (la principal imagen de culto de Babilonia a Marduk), lo que a su vez impidió la celebración de Akitu (la fiesta del Año Nuevo babilónico, que requería la presencia de la estatua), dividiendo la gran satrapía babilónica («Babilonia y el otro lado del río») en dos provincias más pequeñas, y eliminando el título de rey de Babilonia de su titulación real. Otros investigadores, como Hans-Jörg Schmid en 1981, embellecieron aún más los detalles de esta supuesta retribución, considerando posible que la Esagila fuera destruida y que el río Éufrates fuera desviado.
Entre las pruebas que apoyan el hecho de que Jerjes desatara un fuerte castigo sobre Babilonia se encuentra la inscripción de Daiva, que supuestamente resume la intolerante política religiosa de Jerjes I, así como el número cada vez menor de tablillas de arcilla procedentes de Babilonia después de su reinado, lo que quizá ilustra el declive de la región. Otros investigadores, como Amélie Kuhrt y Susan Sherwin-White en 1987, consideran que las ideas expuestas por Böhl y otros están «basadas en una lectura descuidada de Heródoto, combinada con una evidencia babilónica incompleta y un deseo implícito de hacer que tipos de material muy dispares armonicen con un presunto “conocimiento” de las acciones, políticas y carácter de Jerjes».
La principal evidencia de que la estatua de Marduk fue retirada de la Esagila proviene de Heródoto, pero el pasaje relevante de su texto sólo dice que la «estatua de un hombre» fue retirada, sin ninguna indicación de que se trate de la estatua del dios. Jerjes no puede ser responsable de la suspensión del festival babilónico de Akitu, ya que el festival ya había sido suspendido durante bastante tiempo antes de que Jerjes se convirtiera en rey. Además, el título de "rey de Babilonia" no fue abandonado bruscamente por Jerjes, que siguió utilizándolo (aunque con menos frecuencia) en los años posteriores a las revueltas babilónicas. Incluso hay pruebas de que el sucesor de Jerjes, Artajerjes I, utilizó el título en ocasiones. La desaparición gradual del título podría reflejar la estabilización del Imperio aqueménida en una unidad política más integrada, más que un castigo instantáneo contra Babilonia. Tras las revaluaciones realizadas en la década de 1990, la mayoría de los estudiosos modernos coinciden en que considerar a Jerjes como el «destructor de los templos babilónicos» sería erróneo y se basaría en una lectura errónea y poco crítica de las fuentes clásicas junto con un intento de encajar a la fuerza las escasas referencias babilónicas en la hipótesis.
El menor número de tablillas de arcilla del reinado de Jerjes y posteriores podría atribuirse no a la opresión aqueménida, sino a una multitud de otros factores, como accidentes, la aparición de nuevas formas de registro y nuevas tecnologías de escritura o la mayor difusión de la lengua aramea. Las ruinas de las principales ciudades de Babilonia no muestran evidencias de haber sufrido ningún tipo de destrucción en el 480 a. C.

### Fin de los archivos babilónicos
El Corpus de textos neobabilónicos es una colección de documentos y textos que documentan la historia de Babilonia bajo el asirio, el dominio babilónico y el posterior aqueménida. Dos tercios del gran número de tablillas se depositaron en un solo año, el 484 a. C. Los textos son relativamente descentralizados y de contenido orgánico hasta los documentos escritos en el 484 a. C., que son más homogéneos y politizados. Esto sugiere un apoyo generalizado a Bel-shimanni y Shamash-eriba entre muchos de los autores. Caroline Waerzeggers escribió en 2004 que los archivos fueron probablemente abandonados (o depositados de otro modo) tras las revueltas, posiblemente como resultado de la intervención aqueménida  como efecto de una venganza selectiva contra los que apoyaron las revueltas. Aquellos archivos que continúan más allá del 484 a. C. fueron escritos por clientes locales de la élite gobernante persa en Babilonia, como administradores y cuidadores de fincas propiedad de terratenientes persas. Muchos de ellos eran de origen rural, vinculados al Estado persa a través de sus sistemas de gobierno.
Por el contrario, aquellos cuyos archivos cesan en el 484 a. C. eran en su inmensa mayoría personas que vivían en las ciudades, su ideología no estaba arraigada en su relación con los nuevos señores persas sino con la tradición política de Babilonia en forma de templos y ciudades del país; las instituciones urbanas se habían establecido mucho antes de la conquista persa y estaban dirigidas por un pequeño número de familias íntimamente conectadas a través del estatus, la educación, el empleo y el matrimonio. La mayoría de los archivos cerrados proceden de los principales centros rebeldes del 484 a. C.; Babilonia, Borsippa y Sippar, mientras que los archivos supervivientes proceden principalmente de ciudades como Ur, Uruk y Cutah, que pueden no haber apoyado el levantamiento. El contraste entre el origen y el estatus de los pueblos que sobrevivieron al 484 a. C. y los que no lo hicieron apunta a una clara división política entre ambos grupos. Waerzeggers argumentó en 2004 que el primer grupo representaba una facción pro-babilónica que aspiraba a derrocar el dominio persa, mientras que el segundo representaba una facción pro-persa contenta con el dominio persa. El final de los archivos coincide con la desaparición de las familias de élite con raíces en Babilonia del sur de Babilonia, lo que sugiere que la represalia persa se centró, al menos parcialmente, en desmantelar lo que quedaba de la facción pro-babilónica tras las revueltas. Es probable que las repercusiones contra estos individuos no se limitasen al mero cierre de sus archivos y probablemente reflejasen la eliminación de los privilegios de los que disfrutaban anteriormente en varias áreas.
El fin de los archivos no parece haber sido inesperado para sus propietarios. Los tipos de tablillas más preciados y valiosos, como las escrituras de propiedad, no se encuentran entre el contenido del corpus, ya que los propietarios probablemente se las llevaron consigo.

### Reorganización religiosa de Uruk
No está claro si la ciudad de Uruk apoyó las revueltas del 484 a. C. No existen pruebas de que ninguna ciudad del sur de Babilonia las apoyara, pero esto podría atribuirse a una documentación deficiente, ya que está claro que las ciudades del sur sufrieron los efectos de las represalias persas tras la derrota de Shamash-eriba. La evidencia de Uruk en particular demuestra que la ciudad experimentó una serie dramática de cambios sociales en el 484 a. C.
En el 484 a. C., un pequeño número de familias prominentes de origen babilónico había dominado la política local de Uruk durante generaciones. Todas ellas fueron expulsadas de la ciudad tras el fin de las revueltas y sustituidas por un nuevo grupo de lugareños. Como señalaron Waerzeggers y Karlheinz Kessler en 2004, este cambio en las élites de la ciudad tuvo efectos considerables en la cultura y la política locales, ya que las nuevas familias implementaron sus propios programas culturales y políticos, separados de los de Babilonia. Quizás lo más dramático fue que el lugar de culto más destacado de la ciudad, el templo de Eanna, fue cerrado y desmantelado; sustituido por nuevos templos y nuevas inclinaciones teológicas distintas a las que se habían impuesto anteriormente por influencia de Babilonia. Los más destacados de estos nuevos templos fueron el Rēš y el Irigal (o Ešgal), que sobrevivirían durante siglos.
En esta época, las principales deidades de Uruk eran las diosas Ishtar y Nanaya, descritas típicamente en las inscripciones como las «dueñas» de los principales templos de Uruk. Tras la derrota babilónica, Ishtar y Nanaya fueron sustituidos en la cima del panteón local por el dios Anu, reorganizándose la religión cívica de la ciudad en un culto casi hegemónico a este dios. Las pruebas del ascenso de Anu incluyen el cambio de los patrones de nomenclatura a nombres que incorporan con más frecuencia «Anu»', así como el hecho de que a partir del 484 a. C. se describa a Anu como el dueño de los templos de Uruk en lugar de Ishtar y Nanaya.
Anu había sido importante en Uruk durante algún tiempo, pero también era el jefe ancestral del panteón mesopotámico. Su ascenso a la cima del panteón de Uruk podría haber sido una afirmación simbólica de la ciudad para contrarrestar la autoridad religiosa central de Babilonia. Una colección de textos que describen la Esagila y los rituales dedicados a Anu en Uruk podría ser un ejemplo de que los sacerdotes de Uruk estaban influenciados por los sacerdotes dedicados a Marduk en Babilonia, lo que significa que podrían haber visto su nuevo templo principal, el Rēš como una contraparte de la Esagila en Babilonia. Arquitectónicamente, el Rēš era muy similar al Esagila y en los signos cuneiformes, su nombre estaba inscrito como «É.SAG», llamativamente similar a la representación del nombre del Esagila, «É.SAG.ÍL».
Paul-Alain Beaulieu cree que es posible que el ascenso de Anu fuera impuesto o fomentado por los persas tras la derrota de las revueltas babilónicas. Las autoridades persas podrían haber percibido el culto en Uruk como un contrapeso a la hegemonía religiosa ejercida por Babilonia. Alentar a las nuevas familias de la élite de Uruk a crear un culto cívico local renovado e independiente de la teología defendida por Babilonia podría haber sido un paso para trabajar contra la unidad entre las ciudades babilónicas.